# Géostratégie
Ne doit pas être confondu avec Géopolitique.
 (mai 2019).
Si vous disposez d'ouvrages ou d'articles de référence ou si vous connaissez des sites web de qualité traitant du thème abordé ici, merci de compléter l'article en donnant les références utiles à sa vérifiabilité et en les liant à la section « Notes et références ».

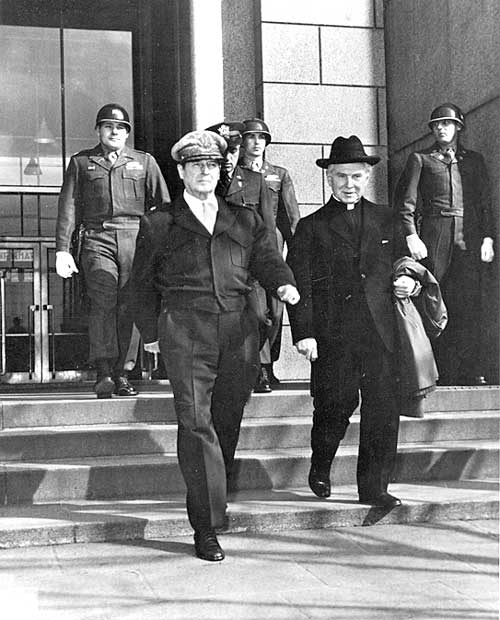
Le père jésuite Edmund A. Walsh, professeur en géopolitique et fondateur de la School of Foreign Service, sort du quartier général des forces américaines d'occupation du Japon en compagnie du général MacArthur, en 1948. Au moment de l'instruction des procès de Nuremberg, Edmund Walsh donne son avis (négatif) concernant l'inculpation de Karl Haushofer, considéré comme le plus éminent géographe militaire allemand de l'époque. (voir plus bas).

La géostratégie est d'après la définition classique du contre-amiral Pierre Célérier, « l'étude des rapports entre les problèmes stratégiques et les facteurs géographiques ».
Elle implique la géographie de chaque État, et sa situation historique et politique en regard de ses voisins, examinées par le biais d'études stratégiques. Son étude relève de la géopolitique, bien que son point de vue se réduise aux aspects militaires et leurs conséquences sur l'enjeu des ressources naturelles, fréquemment objet de conflits d'intérêts.

## Caractéristiques
- Le gouvernement d'un État et la définition de sa politique dépend de manière permanente de la considération de sa situation géostratégique. C'est alors qu'est invoquée la raison d'État.

« La politique d'un État est dans sa géographie. »

— Napoléon Bonaparte
- La géographie politique des pays voisins et ses éléments sont prises obligatoirement en considération par les stratèges.
  - Citation et livre d'Yves Lacoste : La géographie, ça sert, d'abord, à faire la guerre.
  - pour le stratège terrestre : la géographie militaire influe sur le déroulement potentiel des plans de guerre, par l'intermédiaire des cours d'eau, du relief et la présence de cols pour passer les barrières montagneuses; il faut veiller sur ses frontières.
  - pour l'amiral : la géographie permet de révéler les détroits stratégiques, points névralgiques de contention des routes navales; leur contrôle permet de réguler le trafic marchand naval. Les îles sont également des prises de choix, pour y construire un port fortifié, revendiquer des zones maritimes économiques ou empêcher que la piraterie ne s'y développe.
- Les aspects militaires entrent en considération au moment de définir les objectifs, tels qu'évaluer le potentiel militaire de la puissance adverse. Tant en quantité, par le contenu de ses arsenaux, qu'en qualité, en tentant d'obtenir la suprématie par la technologie militaire, ces informations obtenues notamment par les services secrets permettent de jauger, et décider du passage à l'action guerrière dans les salles d'opérations, ou à l'action diplomatique.

## Rappels sur la géographie militaire

Symbolisation normée pour identifier un pont dans la nomenclature de l'OTAN pour les systèmes de forces terrestres : emploi pour les cartes militaires.

La géographie militaire est une discipline antique, nécessaire aux stratèges comme à l’infanterie, tant pour préparer le renseignement et la défense que  les fortifications ou pour la conduite de la guerre (attaque, repli, infiltration ou exfiltration). Les intérêts guerriers ou de protection étaient dans un premier temps ciblés sur les lieux stratégiques (richesses, hydrographie et relief, villes et fortifications, routes, carrefours, ports, défilés, détroits, gués, sols (meubles ou portants), grottes, mines, forêts, bocage, sources et puits dans les zones ou périodes sèches, etc.), mais les facteurs sociaux économiques et de ressources naturelles (eau, pétrole, gaz, bois, charbon, terres cultivables, métaux, dont uranium, etc.) prennent une importance croissante, car les crises environnementales sont de plus en plus sources de risques des menaces de guerres ou conflit.
La géographie militaire commence depuis peu à intégrer l’analyse a posteriori des risques et dangers des séquelles de guerre (polémosylvofacies, cartographie des zones rouges, étude des forêts de guerre, des munitions immergées, champs de mines, etc.) par exemple pour protéger les soldats, des populations civiles, et pour sécuriser la reconstruction après les conflits.
La géographie militaire dont on a des traces dès les civilisations gréco-romaines (romaine surtout) par des textes et quelques cartes recopiées, a plusieurs fois été renouvelée ; d’abord avec le développement de la cartographie géoréférencée (grâce à la boussole, au sextant et aux systèmes de projection géographique), puis grâce à l’image aérienne et l’imagerie satellitaire.
Les guerres mondiales, fixées par les tranchées ont encore mis en évidence l’intérêt d’une connaissance fine de la nature des sols et sous-sols. Les guerres « coloniales » ont dû affronter des contextes nouveaux, y compris du point de vue sanitaire et écoépidémiologique. Le GPS ayant encore augmenté la réactivité des cartographes et des utilisateurs de carte et permis des frappes plus « chirurgicales » réputées limiter les « dommage collatéraux » (ce qui est discuté dans le cas de l’usage des munitions à uranium ou de destruction d’usines chimiques ou d’industries pétrolières).. La cartographie militaire s’est aussi étendue au XXe siècle aux espaces sous-marins et aux espaces aériens et circum-planétaire (Cf. « guerre des étoiles »).
La carte de base (ancienne carte d’état-major) correspond toujours à celle qui peut être appréhendée par un fantassin en une journée (l’infanterie est souvent dite l’arme de 300 derniers mètres), mais différentes échelles correspondent aux besoins des systèmes d’armes (tir courts, moyens ou à longue distance) et moyens de transport (hélicoptère, avion, navire, sous-marin…). Les indications des cartes varient selon l’usage (le pilote a besoin d’indications précises sur le relief et les obstacles élevés (câbles, lignes électriques.), la donnée géographique et paysagère pouvant aussi être utilisée en simulateurs (image 3xD, de synthèse ou semi-reconstituée) ou adaptée (infrarouge, etc).
L'environnement physique, agricole, naturel, humain et socioéconomique, religieux, et même l’écologie du paysage intéresse les armées qui cherchent à comprendre comment les gens vivent et se déplacent dans l’espace, normalement ou en situation de crise ou conflit. Des domaines nouveaux sont explorés, dont l’urbain et périurbain, qui modifient les notions de blocus, frontière, guérilla, guerre civile… Le rôle ancien des ports et capitales s’est déplacé vers les aéroports et réseaux de communication.
L’IPB (Intelligence Preparation of Battlefield) appuyé sur le SIG (système d’information géographique) est une méthode d’analyse du terrain susceptible de devenir champ de bataille, s’intéresse de plus en plus aux dimensions non environnementales et physiques, tels que les marqueurs sociaux, culturels, économiques ou de conflits. Les outils prospectifs et d’élaboration de scénarios se développent également.
Remarque : Ces approches de la complexité des territoires et de la diversité des lieux ont influencé d’autres secteurs de la gestion de crise (lutte contre les pollutions, plans de secours, lutte anti-drogue, anti-terrorisme, préparation à une pandémie, gestion des espaces aériens ou de certains espaces maritimes, de plus en plus encombrés.
Paul David Régnier rappelle que l’espace géographique est un « acteur des conflits » plus qu’un décor.

## Situations géostratégiques de par le passé

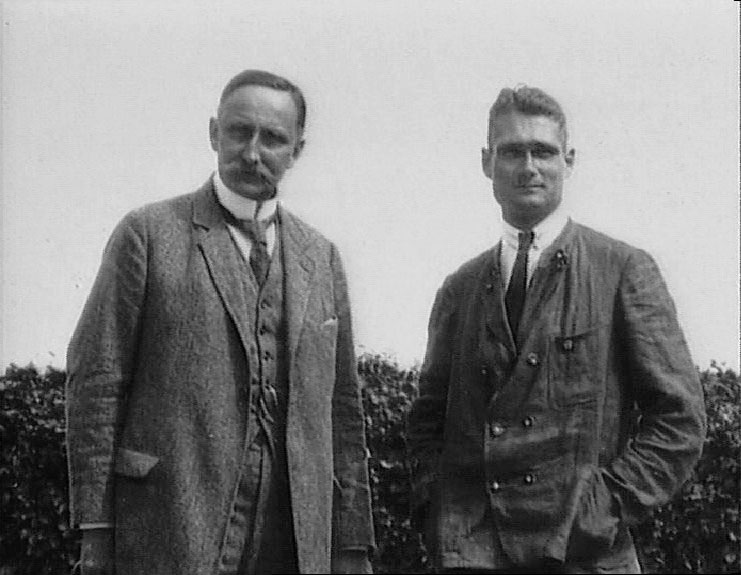
Photo de Karl Haushofer posant en compagnie de l'un de ses élèves : l'officier Rudolf Hess, en 1920. Général de brigade de la Grande guerre à la retraite, devenu professeur de géographie à Munich, Karl Haushofer édite la revue Zeitschrift für Geopolitik qui influencera considérablement la réflexion géopolitique allemande du temps de la Reichswehr.

- Marasme de l'Occident chrétien : à la suite de l'échec des croisades en Terre sainte, sa stratégie doit être repensée.
- Assiégé par l'Est avec la présence de l'Empire ottoman, l'Occident chrétien avait déjà connu la conquête musulmane qui avait fondé une terre d'Occident islamique dans la péninsule Ibérique : al-Andalus.
  - Expansion de l'Empire ottoman
- Exemple de planification stratégique utilisant abondamment la géographie et la cartographie : le Generalplan Ost concocté par les nazis (2e GM), jamais mené à son terme.

## Géostratégie contemporaine
- Fin de l'échiquier américano-soviétique[6]
  - La redéfinition de la géopolitique de la Russie contemporaine la place comme une puissance régionale avec des buts redéfinis : voir l'article Géostratégie de la Russie.
- Moyen-Orient
  - Outre les États-Unis de manière directe, les pays du monde arabo-musulman notamment, ont dû repenser leur géostratégie locale à la suite des attentats du 11 septembre 2001. Alexandre Adler en trace un aspect pour chacun d'eux, au travers de deux livres (voir Bibliographie), après avoir rappelé chaque problématique historique.
  - L'influence controversée de Samuel Huntington sur la pensée géostratégique américaine concernant cette zone du monde peut également être citée.
  - En 2011 : point sur la situation de l'Afghanistan à l'avant-veille du départ annoncé des troupes américaines (2014), par le géostratège Gérard Chaliand (France inter, le 13h, 15/08/2011).
- États-Unis (Advocacy policy)
  - Depuis la fin des années 1980, les États-Unis développent une stratégie globale visant à conserver l'hégémonie des armées et des entreprises américaines sur le monde[7]. La période historique antérieure a permis de pérenniser un réseau de bases militaires permettant d'activer une projection militaire dans un délai de six mois (ce qui est le scénario de la libération du Koweït).
  - Cette stratégie s'appuie sur un consortium d'entreprises des secteurs de l'informatique et de l'aéronautique. Elle s'applique à la plupart des secteurs de l'économie, le secteur militaire bien sûr, mais aussi le secteur de l'énergie, et plusieurs autres secteurs économiques.
  - Aujourd'hui, elle vise également à contrer le protocole de Kyoto, par l'alliance avec la Chine, l'Inde, le Japon, et l'Australie.
  - Il existe des scénarios sur la fonte de la banquise de l'Arctique, en vue de développer le commerce par l'océan Arctique.
- La maîtrise des risques de prolifération nucléaire, vu les menaces terroristes, est directement en relation avec la géostratégie.

## Géostratégies prospectives

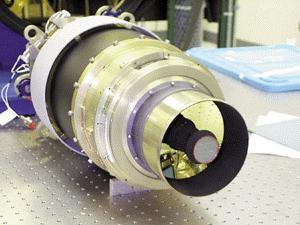
Géostratégie liée à la militarisation de l’Espace.

### Accès à l'espace proche de la Terre
Dans un contexte projeté où la ressource serait l'accès sécurisé à l'espace, le Air Force Space Command américain aurait développé un projet de construction de base lunaire permanente pour verrouiller à toute autre nation l'accès à la banlieue spatiale proche de la Terre.
Ceci relève de géostratégie prospective appliquée non plus à la géographie terrestre, mais à l'échelon de la planète elle-même; cette vision se rapporte à celle d'un détroit névralgique sur le plan naval.

### Continent centraletcontinent périphérique
Une autre théorie a été développée par Zbigniew Brzeziński, conseiller de Jimmy Carter et membre du Conseil national de sécurité des États-Unis : Dans le grand échiquier, ce stratège américain développe l'idée que la domination mondiale s'acquiert avec le contrôle de l'Eurasie, la région la plus prospère et la plus riche du monde, aussi bien par sa démographie que par ses ressources. L'enjeu géopolitique pour les États-Unis serait d'empêcher toute suprématie d'un de ses concurrents directs et équilibrer les puissances que sont l'Union européenne, la Russie et la Chine. On peut citer en exemple le plus grand Empire en termes d'extension territoriale jamais constitué à ce jour, l'empire mongol de Gengis Khan.

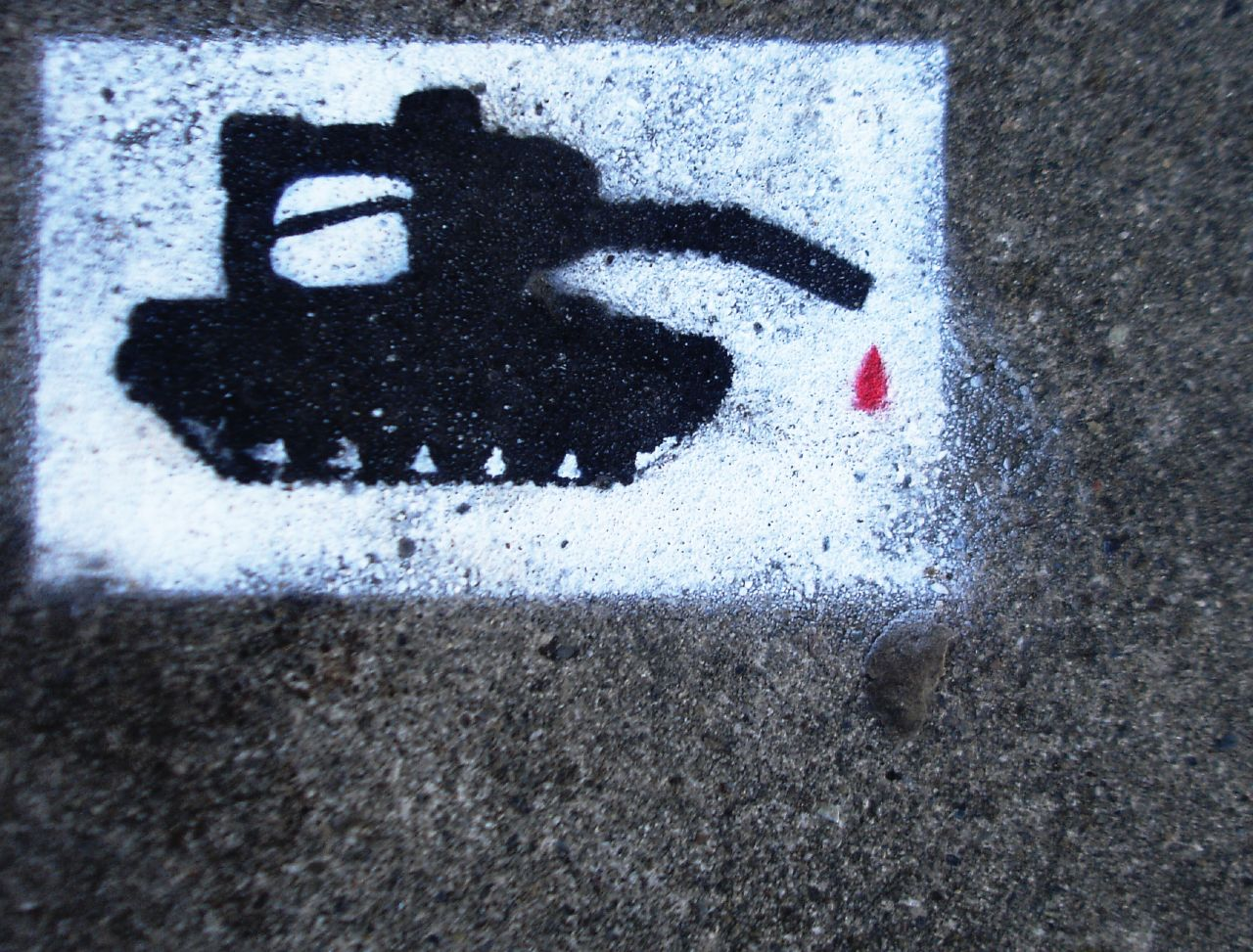
Géostratégie du pétrole, notamment : planification de long terme des oléoducs et gazoducs en Asie mineure (résurgence d'un Grand Jeu régional au XXI); indépendamment des régimes politiques au moment où cette planification se conçoit, elle peut très bien attendre 20 ans pour qu'un changement de régime permette de la concrétiser.

### Pérennisation des accès au pétrole
Lire l'article de prospective (également rétrospectif) sur la géopolitique du pétrole.

### Métaux
Les métaux deviennent un élément majeur des réflexions géostratégiques des États. À la suite d'une étude remarquablement approfondie menée par l'association des Centraliens en France, Philippe Bihouix et Benoît de Guillebon révèlent les aspects géostratégiques de la raréfaction des métaux. Une soixantaine de métaux étaient utilisés dans les années 2010, au lieu de moins de 20 dans les années 1970. Les réserves des minerais dans le monde sont limitées (souvent aux alentours d'une quarantaine d'années de production comme le pétrole, quelquefois plus, quelquefois moins. La production est aujourd'hui assez concentrée dans un nombre assez restreint de pays (Chine, Chili, Russie...), quelquefois pour des raisons environnementales : par exemple, la production des terres rares employées dans les matériels électroniques est concentrée à 95 % en Chine à cause de la pollution générée par l'exploitation des gisements.

## Simulations de géostratégie
- grand public :
  - le jeu informatique Europa Universalis invoque pour le joueur des décisions de type géostratégique et géopolitique pour assurer le devenir d'une nation, à partir de la Renaissance. Il doit de plus tenir compte des évènements historiques et religieux qui viennent modifier les données du jeu selon l'époque à laquelle il accède.
  - les séries des jeux Civilization et Freeciv amènent le joueur à considérer les éléments géostratégiques, en projetant sur une carte du monde fictive ses possibilités d'expansion face à ses adversaires.
- professionnelle :
  - Institut des hautes études de la défense nationale : voir CEREMS.